# Championnat d'Afrique féminin de basket-ball 1997
Navigation
Afrique du Sud 1994 Tunisie 2000
Le Championnat d'Afrique féminin de basket-ball de la FIBA 1997 est le 14e championnat FIBA Afrique pour les femmes, placé sous l’égide de la FIBA, instance mondiale régissant le basket-ball.
Le tournoi est organisé par le Kenya du 12 au 20 décembre 1997 à Nairobi. Il est remporté par le Sénégal qui bat la RD Congo en finale.

## Compétition

### Premier tour

#### Groupe A
| Groupe A |          |     |   |   |   |     |     |      |
|          | Équipe   | Pts | J | G | P | PP  | PC  | Diff |
| 1        | Sénégal  | 8   | 4 | 4 | 0 | 441 | 211 | +230 |
| 2        | Kenya    | 7   | 4 | 3 | 1 | 334 | 283 | +51  |
| 3        | Mali     | 6   | 4 | 2 | 2 | 335 | 231 | +104 |
| 4        | Cameroun | 5   | 4 | 1 | 3 | 169 | 529 | −360 |
| 5        | Ouganda  | 4   | 4 | 0 | 4 | 155 | 593 | −438 |

#### Groupe B
| Groupe B |          |     |   |   |   |     |     |      |
|          | Équipe   | Pts | J | G | P | PP  | PC  | Diff |
| 1        | RD Congo | 6   | 3 | 3 | 0 | 215 | 152 | +63  |
| 2        | Nigeria  | 5   | 3 | 2 | 1 | 186 | 167 | +19  |
| 3        | Angola   | 4   | 3 | 1 | 2 | 175 | 171 | +4   |
| 4        | Tanzanie | 3   | 3 | 0 | 3 | 137 | 223 | -86  |

### Tour final
|  | Demi-finales | Demi-finales | Demi-finales | Demi-finales |                               |         | Finale      | Finale      | Finale      | Finale      |
|  |              |              |              |              |                               |         |             |             |             |             |
|  | 18 décembre  | 18 décembre  | 18 décembre  | 18 décembre  |                               |         | 20 décembre | 20 décembre | 20 décembre | 20 décembre |
|  | Sénégal      | Sénégal      | 74           | 74           |                               |         | 20 décembre | 20 décembre | 20 décembre | 20 décembre |
|  | Sénégal      | Sénégal      | 74           | 74           |                               |         | 20 décembre | 20 décembre | 20 décembre | 20 décembre |
|  | Nigeria      | Nigeria      | 56           | 56           |                               |         | 20 décembre | 20 décembre | 20 décembre | 20 décembre |
|  | Nigeria      | Nigeria      | 56           | 56           | Sénégal                       | Sénégal | 73          | 73          |             |             |
|  | 18 décembre  |              |              |              | Sénégal                       | Sénégal | 73          | 73          |             |             |
|  |              |              | RD Congo     | RD Congo     | 59                            | 59      |             |             |             |             |
|  | RD Congo     | RD Congo     | RD Congo     | RD Congo     | 59                            | 59      | 94          | 94          |             |             |
|  | RD Congo     | RD Congo     |              |              |                               |         |             | 94          |             |             |
|  | Kenya        | Kenya        | 68           | 68           |                               |         |             |             |             |             |
|  | Kenya        | Kenya        | 68           | 68           | Match pour la troisième place |         |             |             |             |             |
|  |              |              |              |              |                               |         |             |             |             |             |
|  | 20 décembre  |              |              |              |                               |         |             |             |             |             |
|  | Nigeria      | Nigeria      | 90           | 90           |                               |         |             |             |             |             |
|  | Nigeria      | Nigeria      | 90           | 90           |                               |         |             |             |             |             |
|  | Kenya        | Kenya        | 62           | 62           |                               |         |             |             |             |             |
|  | Kenya        | Kenya        | 62           | 62           |                               |         |             |             |             |             |

## Classement final
| Place                       | Équipes  | V-D |
| --------------------------- | -------- | --- |
| Médaille d'or, Afrique      | Sénégal  | 6-0 |
| Médaille d'argent, Afrique  | RD Congo | 5-1 |
| Médaille de bronze, Afrique | Nigeria  | 4-2 |
| 4                           | Kenya    | 3-3 |
| 5                           | Angola   | 3-2 |
| 6                           | Mali     | 2-3 |
| 7                           | Cameroun | 2-3 |
| 8                           | Tanzanie | 1-4 |
| 9                           | Ouganda  | 1-4 |

## Effectifs
Les joueuses suivantes ont participé au Championnat d'Afrique : 
- Sénégal : Ndeye Fatou Cissé, Adama Diop, Adama Diakhaté, Anne Marie Dioh, Aminata Kane, Mborika Fall, Nathalie Sagna, Gamba Keita (gardienne), Ndouty Ndoye, Khar Gueye , Khady Diop, Maimouna Fall et Mame Maty Mbengue